# Dorli Blaga
Ana-Dorica "Dorli" Blaga (n. 2 mai 1930, Berna, Elveția – d. 15 noiembrie 2021, Alba-Iulia, Alba, România) a fost o intelectuală română, fiica filosofului, poetului și dramaturgului Lucian Blaga și a Corneliei Brediceanu. A contribuit la editarea operei complete a tatălui său.

## Date biografice
Dorli Blaga s-a născut la 2 mai 1930, la Berna, Elveția unde tatăl ei, Lucian Blaga lucra în calitate de atașat de presă la Legația Română. Numele de alint Dorli este de fapt un derivat de la cuvântul "dor", unul din simbolurile centrale ale poeziei lui Blaga, scrisă mai ales în perioada în care acesta a fost atașat cultural la legațiile românești din Elveția sau Portugalia.
Urmează cursurile liceale la Sibiu în perioada războiului, la Liceul German Bruckenthal iar apoi, după eliberarea Ardealului de Nord, la Liceul de fete "Regina Maria" din Cluj (azi Colegiul Național George Coșbuc (Cluj) . Se înscrie la Facultatea de Fizică din Cluj, transferându-se apoi la aceeași facultate a Universității din București în 1951, în urma căsătoriei cu Mihai Gavrilă, de care va divorța 3 ani mai târziu. Este propusă pe lista de exmatriculări în 1952, din cauza originii sociale „nesănătoase”, dar reușește să ia licența în 1956.
În 1956, Dorli Blaga se căsătorește cu profesorul Tudor Bugnariu, care era cu 21 ani mai în vârstă decât ea. Tudor Bugnariu fusese însurat cu Kato Balazs, o evreică maghiară. Familia acesteia fusese deportată la Auschwitz și mama, surorile și nepoatele ei muriseră în detenție. Kato, care, fiind măritată cu un creștin,  nu fusese deportată, nu a suportat și s-a sinucis în 1945.
Dorli Blaga a încetat din viață la data de 15 noiembrie 2021, la vârsta de 91 de ani. Aceasta este înmormântată la Cimitirul din Lancrăm, alături de părinții ei.

## Activitate profesională
În perioada 1962-1967, Dorli Blaga a lucrat la Institutul de Documentare Tehnică. În 1967 s-a transferat la Consiliul Național al Cercetării Științifice unde a lucrat, până în 1972, la Comisia Plan - Sinteză. În 1972 a revenit la Institutul de Documentare Tehnică, lucrând în calitate de redactor responsabil pentru publicația „Cercetare științifică, dezvoltare tehnologică”, publicație realizată pe baza documentelor UNESCO și ONU.
Din 1991 a lucrat la Senatul României în calitate de expert cu documentația privind NATO, iar apoi în calitate de consilier parlamentar la cabinetul președintelui Senatului din acea vreme, Oliviu Gherman. Se pensionează în 1999 iar în anul 2003 este acreditată de CNSAS ca cercetător.

## Activitate literară
Dorli Blaga a fost împuternicită de Lucian Blaga, prin testamentul său, să îi administreze opera. Fiind și deținătoarea drepturilor de autor ale operei lui Lucian Blaga, ea s-a implicat puternic, în special în perioada de după 1990,  în munca de recuperare și valorificare a operei poetului. 
A contribuit la editarea romanului postum al lui Lucian Blaga, Luntrea lui Caron, și a colaborat cu monograful Ion Bălu la redactarea celei mai complete biografii, în patru volume, Viața lui Lucian Blaga. De asemenea, a coordonat publicarea ediției critice a operei complete a lui Lucian Blaga.
Dorli Blaga a scris și un volum de memorii, "Tatăl meu, Lucian Blaga".